# Offshore Group Newcastle Limited
Offshore Group Newcastle Limited або OGN Group — британська компанія у Північно-Східній Англії (м. Волсенд), що виготовляє морські платформи для видобутку нафти та газу, а також основи для оболонкових морських вітрових електростанцій. Найбільший виробничий двір Тайнсайду.